# Portal Trelew

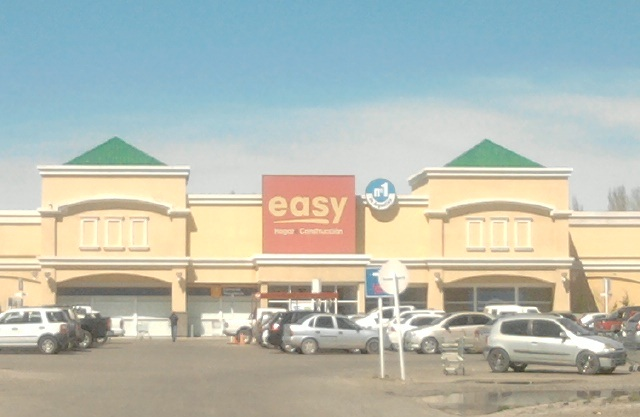
Una sección
del estacionamiento y frente de Easy

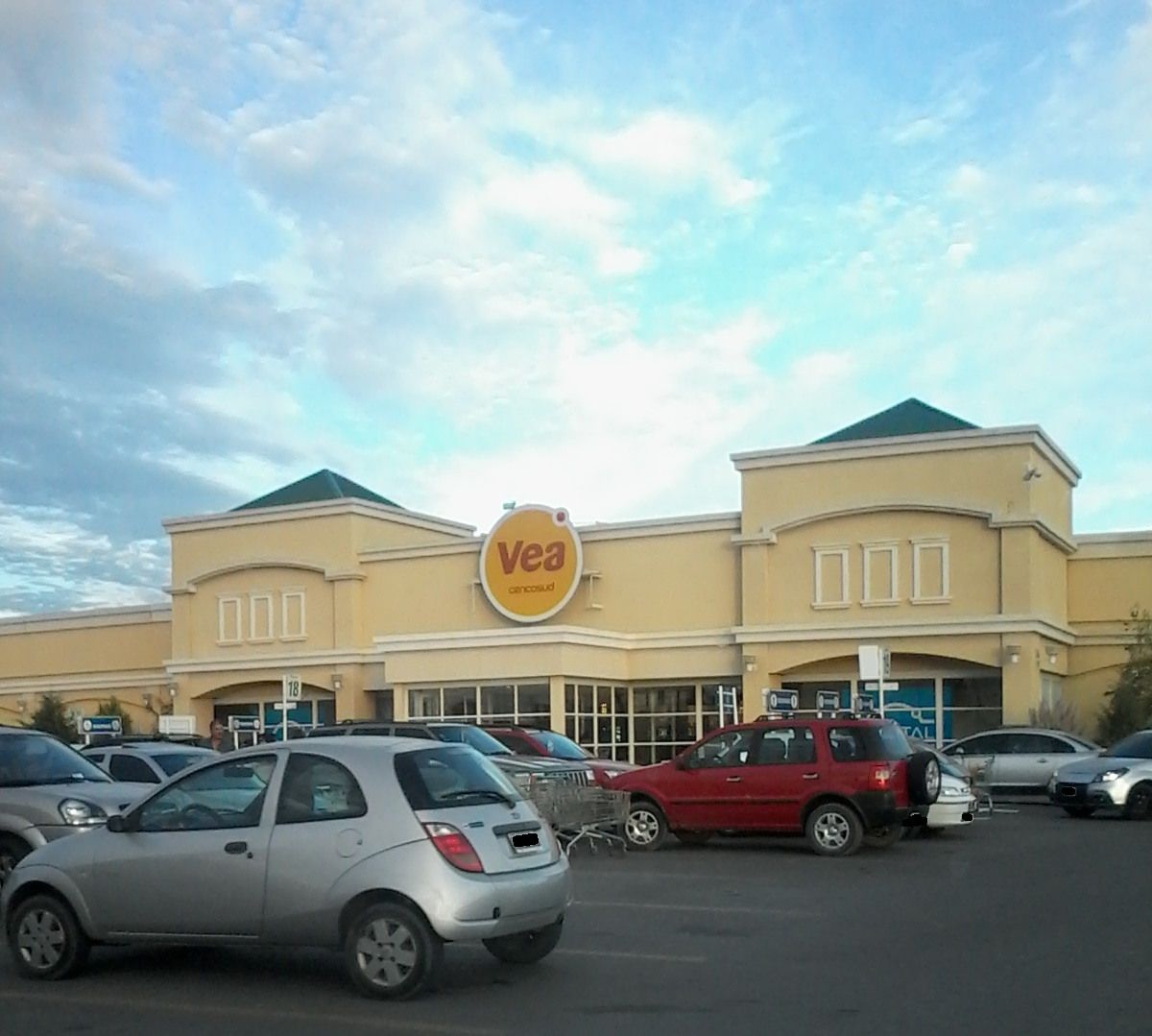
Frente de Vea y otra sección del estacionamiento

El Portal Trelew Shopping es un centro comercial argentino perteneciente al holding chileno  Cencosud, inaugurado en el 2010. Se encuentra en la localidad de Trelew (Provincia del Chubut).
Posee una sucursal de Easy S.A. y Super Vea, también un patio de comidas . El centro comercial ha tenido una amplia aceptación en la ciudad y se ha convertido en un punto de encuentro entre los trelewenses.
Se inauguró el 12 de marzo de 2010. No se realizó de forma formal, ya que la empresa se solidarizó con el terremoto de febrero de se año ocurrido en Chile. Solamente se abrieron 20 locales. Hacia enero de 2013, ya están abiertos todos los locales con excepción del cine. 

## Datos
- Easy Homecenter: 8300 m²
- Super Vea: 3300 m²
- Salas de cine (4): 1500 m² (todavía no construidas)
- Estacionamiento: capacidad para 900 vehículos
- 60 locales comerciales que van de los 40 a los 320 m²
- Patio de comidas: con capacidad para unas 600 personas cómodamente sentadas en 150 mesas